# 응우옌푹응방

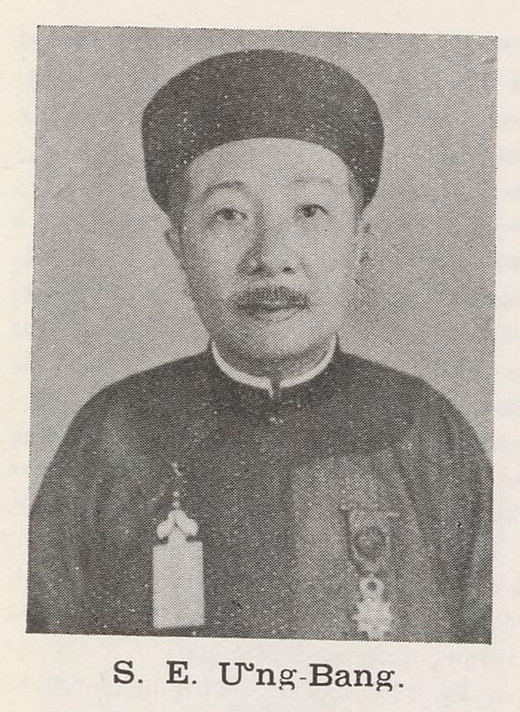
阮福膺厖

응우옌푹응방(베트남어: Nguyễn Phúc Ưng Bàng / 阮福膺厖 완복응방, 1881년 ~ 1951년)은 응우옌 왕조의 종실, 정치인이다. 응우옌 왕조 황실의 제2정계(第二正系) 출신으로, 조부는 민망 황제의 셋째 아들 수춘왕(壽春王) 응우옌푹미엔딘, 부친은 응우옌푹미엔딘의 42번째 아들 응우옌푹홍주(阮福洪游)이다. 응우옌푹홍주는 후사가 없는 홍화군왕(弘化郡王) 응우옌푹미엔찌엔의 양자로 가서 응우옌푹홍허우(阮福洪厚)로 개명하였으며, 홍화현공(弘化縣公)을 습봉하였다.

## 생애
뜨득 34년(1881년), 투언호아에서 태어났다.
타인타이 원년(1889년), 부친이 홍화공방(弘化公房)의 양자가 되어 개명하였다.
주이떤 3년(1909년), 홍화현후(베트남어: Hoàng Hoá huyện hầu / 弘化縣侯)를 습봉하였다.
주이떤 5년(1911년), 봉호정사(奉護正使)를 맡았다.
카이딘 2년(1917년), 예부참좌(禮部參佐)를 맡았다.
카이딘 4년(1919년), 예부시랑(禮部侍郞)으로 승진하였다.
카이딘 7년(1922년), 병부참지(兵部參知)로 승서(升署)하였고, 호성병마부사(護城兵馬副使)를 겸하였다.
카이딘 8년(1923년) 음력 1월, 공석이던 병부참지에 공식적으로 임명되었다.
바오다이 원년(1926년), 겸섭존인부좌존정일직(兼攝尊人府左尊正一職)으로 전임하였다.
바오다이 4년(1929년), 빈투언순무(平順巡撫)로 승진하였다.
바오다이 5년(1930년), 빈푸총독(平富總督)으로 승진하였다.
바오다이 8년(1933년) 음력 1월, 겸섭존인부무대신(兼攝尊人府務大臣)으로 승진하였다.
바오다이 10년(1935년) 음력 1월, 협좌대학사(協佐大學士)의 직함으로 치사하였다.
바오다이 7년(1932년), 안남불학회(安南佛學會)에 가입하였고, 치사 후 중기(中圻)의 불교를 발전시키는 일에 진력하였다.
1951년 12월 7일(음력 11월 9일), 후에의 자택에서 사망하니 향년 71세였다.

## 가족
- 증조부: 민망 황제
- 조부: 응우옌푹미엔딘
- 양조부: 응우옌푹미엔찌엔
- 부: 응우옌푹홍주 - 응우옌푹홍허우